# Polytremaria
Polytremaria is een geslacht van uitgestorven weekdieren uit de klasse van de Gastropoda (slakken). Exemplaren van dit geslacht zijn slechts als fossiel bekend.